# Tony Vairelles
Tony Vairelles (Nancy, 10 aprile 1973) è un ex calciatore francese, di ruolo attaccante.

## Carriera

### Club
Il 2 agosto 1997 realizza la sua prima rete stagionale con la maglia del Lens nella sfida contro l'Auxerre (3-0).

## Palmarès

### Club

#### Competizioni nazionali
- Campionato francese: 1

Lens: 1997-1998
- Coppa di Lega francese: 1

Lens: 1998-1999
- Campionato lussemburghese: 1

F91 Dudelange: 2008-2009
- Coppa del Lussemburgo: 1

F91 Dudelange: 2008-2009